# Agrogeology
Agrogeology, còn gọi là liên ngành nông học - khoáng chất, nghĩa là ngành nghiên cứu về nguồn gốc của các khoáng chất, và ứng dụng của chúng. Những khoáng chất này có tầm quan trọng đối với nông nghiệp và làm vườn, đặc biệt là liên quan đến độ phì nhiêu của đất và các thành phần phân bón. Những khoáng chất này thường là chất dinh dưỡng thực vật thiết yếu. Nông học cũng có thể được định nghĩa là ứng dụng của địa chất vào các vấn đề trong nông nghiệp, đặc biệt là liên quan đến năng suất và sức khỏe của đất. Lĩnh vực này là sự kết hợp của một vài lĩnh vực khác nhau, bao gồm địa chất, khoa học đất, nông học và hóa học. Mục tiêu tổng thể là thúc đẩy sản xuất nông nghiệp bằng cách sử dụng tài nguyên địa chất để cải thiện các khía cạnh hóa học và vật lý của đất.

## Lịch sử
Dự án nông học đầu tiên nhận được tài trợ lớn là dự án Tanzania-Canada (1989). Dự án này bắt đầu diễn ra ở miền nam Tanzania như một cách để hỗ trợ những người nông dân tăng khoáng chất cho đất bằng cách tìm kiếm và thử nghiệm các nguyên liệu thô địa phương. Tuy nhiên, việc sử dụng nguyên liệu thô làm phân bón là một thực tế có từ những năm 1800. Erling Bjarne Johnson là người đã phát hiện ra quá trình nitrophosphate trong những năm 1927-28.

## Danh sách các nguyên liệu thô khác được sử dụng trong nông nghiệp
- Apatit - một nguồn chính giải phóng phosphat chậm trong đất chua.
- Carbonate - chứa các vật liệu vôi được sử dụng để giải quyết các vấn đề về độ axit và độc tính liên quan trong đất.
- Malachit - hữu ích để điều chỉnh sự thiếu hụt độ đồng trong đất/.
- Scoria - hữu ích như một vật liệu phủ để bảo tồn nước trong đất và cung cấp giải phóng chất dinh dưỡng chậm.
- Zeolit - hữu ích trong việc bảo tồn nitơ và để giải phóng phosphor từ phản ứng cặp apatit, cũng làm tăng PH cho đất

## Tại Việt Nam
Agrogeology đang là ngành được giảng dạy tại một số trường đại học của Việt Nam, cung cấp nguồn nhân lực kỹ sư nông học cho các vùng chuyên canh về cây trồng và ngành nông nghiệp xuất khẩu, như Đà Lạt (tỉnh Lâm Đồng), vùng cà phê ở Tây Nguyên, vùng xuất khẩu gạo VietGap ở đồng bằng sông Hồng và đồng bằng sông Cửu Long, là hai vùng đồng bằng lớn nhất của Việt Nam. Hiện nay ngành Agrogeology cũng đang được chú ý tới nhiều hơn, khi Việt Nam cần tăng năng suất cho ngành nông nghiệp, nhưng diễn tích canh tác nông nghiệp thì ngày càng thu hẹp dần do vấn đề phát triển đô thị.